# Рапгоф, Ипполит Павлович
Ипполи́т Па́влович Ра́пгоф (1860—1918) — русский беллетрист, музыкальный критик, первый русский музыкальный продюсер.

## Биография
Родился в 1860 году в Санкт-Петербурге в аристократической семье. Поступил в училище при реформатских церквях в Санкт-Петербурге, в 1879 году — в Петербургскую консерваторию по классу фортепьяно. Брал уроки фортепьянной игры в Лейпциге и Париже. Основал в Санкт-Петербурге вместе с братом Евгением «Высшие курсы фортепьянной игры», получившие известность как «Музыкальные курсы Е. П. Рапгофа». Поссорившись с братом на почве раздела прибыли, основал (1888) собственную частную музыкальную школу. Под собственной фамилией выпустил книги уроков игры на фортепиано «Введение к «Школе техники»» (1886) и «Пианофилы и пианофобы» (1894), благодаря чему приобрёл известность как музыкальный критик и педагог. Занимал должность профессора психологии педагогических курсов при петербургском Фрёбелевском обществе. Избран членом Академии изящных искусств в Риме. 
Первые публикации — музыкально-критические статьи в журнале «Суфлёр» (1885) под псевдонимом П. Ипполитов. Как музыкальный рецензент и художественный критик сотрудничал в газетах «Гражданин» (1892—1893), «Русь», «Сын отечества», «Московские ведомости», «Петербургский листок», «Минута», парижский «Gaulois», лондонский «Daily Chronicle».
В 1898 году под псевдонимом доктор Фогпари (де Куоза) издал ряд переводных книг естественно-научного содержания: «Гигиена любви», «Гигиена слабонервных», «Как дожить до ста лет?». 
В начале 1897 года познакомившись с работами изобретателя граммофона Э. Берлинера и связавшись с представителем компании «Э. Берлинерс Граммофон» в России, Рапгоф начал организовывать первые платные концерты-прослушивания грампластинок. Являясь автором первых статей о пластинках и составителем либретто грамзаписей классического репертуара, Рапгоф вызвал широкий интерес публики к новинке. Рапгоф взял на себя руководство одной из первых записей музыкальных пьес русского репертуара (1898), вёл переговоры с артистами, занимался творческими и техническими вопросами звукозаписи. Рапгоф, таким образом, стал первым российским звукорежиссером и музыкальным продюсером. В 1902 году Рапгофом был открыт магазин пластинок в петербургском Пассаже. В 1903 году Рапгоф организовал в зале Благородного собрания Санкт-Петербурга первый граммофонный концерт, который заключался в прослушивании новых граммофонных записей русских и иностранных артистов (Ф. И. Шаляпина, Л. В. Собинова, Н. Н. Фигнера). Аналогичный концерт состоялся в Пскове в зале Дворянского собрания. Такие концерты становятся традиционными. Рапгоф читал лекции по классической музыке, сопровождавшиеся демонстрацией грамзаписей, в городах Центральной России и Поволжья. Автор усовершенствования мембраны и рупора в граммофонных аппаратах (начало 1900-х).
В 1904 году в результате конфликта с директором русского филиала компании «Граммофон» Н. М. Родкинсоном Рапгоф вынужден был оставить музыкальный бизнес.
Оставив музыкальный бизнес, Рапгоф занимается литературной деятельностью. Под своим основным псевдонимом «Граф Амори́» Рапгоф впервые выступает с романом «Тайны японского двора» (1904) и политическим романом-хроникой «1905 — кровавый год» (1906). Репутацию бульварного писателя ему составили многочисленные романы, вышедшие с 1912 по 1915 годы.
Выступив с позиций поборника нравственности против развиваемых в романах А. А. Вербицкой «Ключи счастья» и М. П. Арцыбашева «Санин» теорий «свободной любви» и гедонистического отношения к жизни, опубликовал продолжения этих романов: «Побеждённые» (1912) и «Возвращение Санина» (1914), принёсшие ему скандальную известность. Используя интервью А. И. Куприна, в котором было рассказано о ещё не написанных главах повести «Яма», опубликовал её продолжение «Вторая часть «Ямы» А. Куприна с предисловием. Графа Амори» (1913).
Романы Рапгофа (1912—1915), как правило, написаны в авантюрном жанре: это либо «модернизации» плутовского романа из купеческо-мещанской жизни («Золото и кровь», «Банкир-преступник»), либо альковные истории из жизни аристократов («Рабы страсти», «Сановные шалости»). Некоторые произведения спекулировали на интересе к известным современникам — «Дочь Вильгельма II. Придворный скандал», «пикантность» романа «Любовные похождения мадам Вербицкой» состояла в использовании автором фамилии и некоторых слухов о частной жизни популярной писательницы. Последнее выявленное произведение — Новый «Декамерон. Новеллы из современной жизни». 
В годы первой мировой войны Рапгоф переезжает в Москву, где по его сценариям было снято около 20 фильмов, выполненных, как и романы, в авантюрно-приключенческой манере. Некоторые из них сделаны на основании произведений Ф. М. Достоевского и Ги де Мопассана, другие — на политические темы — о зверствах немцев в оккупированной Польше, о «кровавом воскресеньи», о провокаторе Азефе. Читает лекции «Анархия любви», открывает напротив Храма Христа Спасителя столовую «Дешёвые и вкусные обеды от Графа Амори». После Февральской революции Рапгоф выпускает «Жёлтый журнал», издаёт брошюры, «Тайны русского двора».
После Октябрьской революции переезжает в Ростов-на-Дону. По свидетельству современника, в 1918 году Рапгоф во главе небольшого отряда захватил городское управление Ростова-на-Дону и объявил анархическую республику, которая через день была свергнута большевиками, а сам Рапгоф был расстрелян.